# Сицилійська повітрянодесантна операція
Сицилійська пові́трянодеса́нтна опера́ція — одна з перших повітрянодесантних операцій за часи Другої світової війни, яка була проведена американськими та британськими повітрянодесантними військами. Спільна операція проводилась у декілька етапів в період з 9 по 16 липня 1943 у південній частині острову Сицилія (Італія), як складова частина операції «Хаскі» з висадки військ союзників в Сицилії.
Незважаючи на великі проблеми під час десантування, значне розсіювання у визначених зонах висадки, та дії переважно невеликими групами, роль десанту була значною й вони зіграли велику роль в успіху перших днів боїв за опанування островом, захопивши ключові об'єкти й створивши безлад у тиловій смузі італійсько-німецьких військ.
|            |  |              |
| Дж. Паттон |  | Б.Монтгомері |

## Історія
Сицилійська повітрянодесантна операція проводилась комплексно силами американських та британських десантників. Перша висадка повітряного десанту сталась відразу опівночі з 9 на 10 липня 1943 року випереджаючи на декілька годин морський десант, який почав вторгнення зранку.

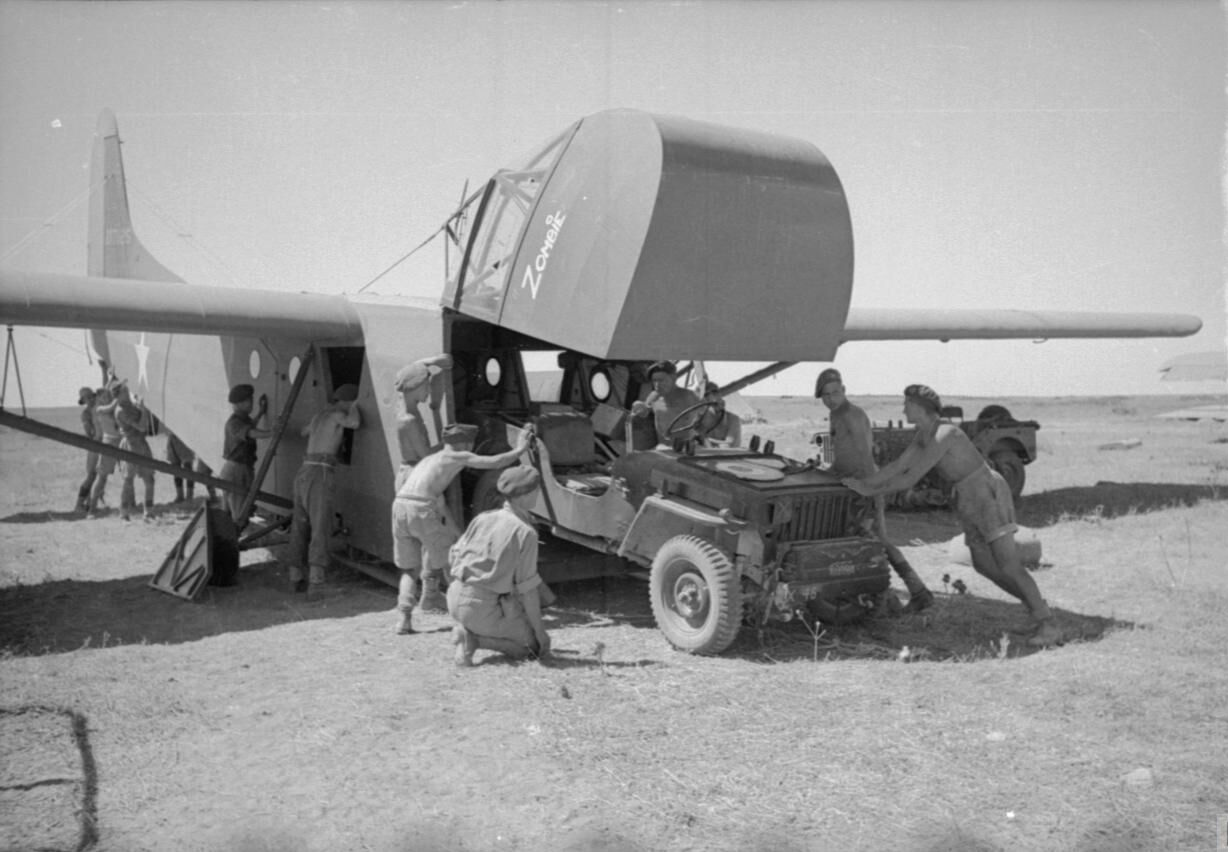
Завантаження позашляховика Jeep у планер для подальшого десантування в тил противника. Липень 1943

### Американський десант
Американський десант складався з 505-ї полкової бойової групи 82-ї повітрянодесантної дивізії під командуванням полковника Джеймса Гевіна. Полкова група здійснювала перший в історії бойовий стрибок з парашутом у тил противника.
Сильний рвучкий вітер над майданчиками приземлення спричинив велике розсіювання десантників 505-ї полкової бойової групи на значній площі на південно-західному кінці острову. Більше 100 американських парашутистів приземлилось у секторі дії британських підрозділів 8-ї армії генерала Б.Монтгомері.
505-й полк зазнав великих втрат під час боїв за визначені об'єкти. Серед загиблих був командир 1-го парашутного батальйону полку підполковник Артур Готем. У серпні 1943 року полкова група повернулась до Північної Африки на доукомплектування та відновлення боєздатності. Наступною операцією полкової групи стала висадка повітряного десанту поблизу Салерно вночі 14 вересня.

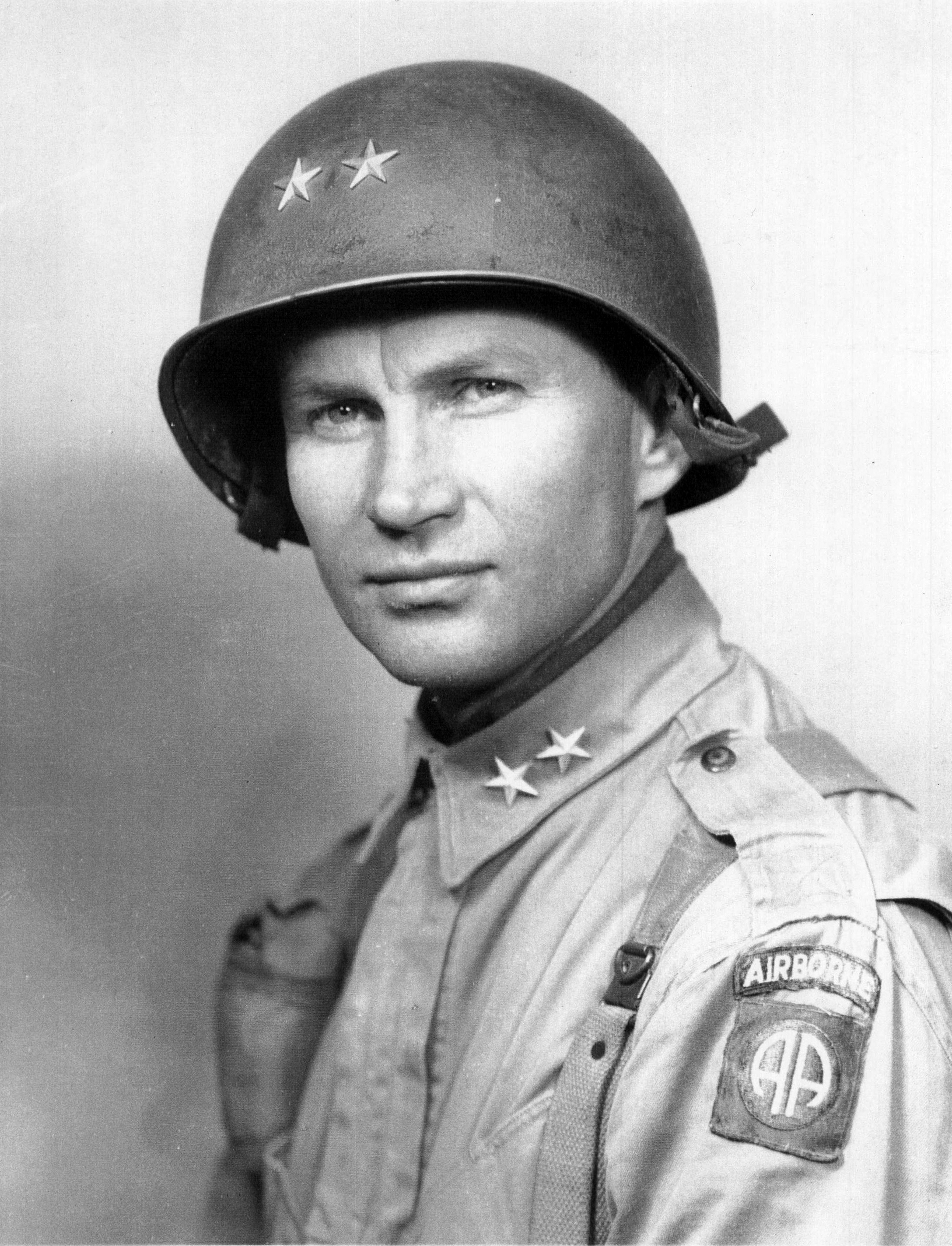
Полковник Джеймс Гевін — командир 505-го парашутно-десантного полку 82-ї повітрянодесантної дивізії — першої частини повітрянодесантних військ США, які були десантовані в тил противника

Зранку 10 липня 1943 року порт Ліката був захоплений американськими військами. 11 числа командувач 7-ї армії генерал-лейтенант Дж. Паттон віддав наказ десантувати другий ешелон десантного угруповання у складі 504-го парашутно-десантного полку (без 3-го парашутно-десантного батальйону, що десантувався раніше) під командуванням полковника Рубена Такера на посилення бойових порядків військ 1-ї піхотної дивізії, що наступали у центрі поблизу Понте-Оліво (5 км від Джели). З метою організації взаємодії між об'єднаним флотом та повітряною складовою, що доставляла десант на поле бою, до сил флоту були доведені час та маршрути прольоту транспортних літаків.
144 транспортні літаки С-47 «Скайтрейн» здійснювали переліт над угрупованням флоту, що підтримувало морський десант. Перша хвиля десанту провела десантування без перешкод, коли один з союзних кораблів, прийнявши літаки за бомбардувальну авіацію Люфтваффе, відкрив зенітний вогонь по своїх літаках. Негайно до стрілянини підключились інші кораблі, в результаті зі 144 С-47 «Скайтрейн» 23 були збиті, ще 37 було пошкоджено вогнем зенітної артилерії флоту. Транспортні літаки та планери або впали в море, або десантували парашутистів далеко від берегової лінії. Частина пілотів повернула до аеродромів зльоту, зірвавши виконання завдання. У наслідку «дружнього вогню» 318 американських десантників та льотчиків постраждало, зокрема 83 загинуло. Командир 82-ї повітрянодесантної дивізії генерал-майор М.Ріджвей скасував подальше десантування своїх підрозділів.

### Британський десант

#### Операція «Ледброук»
Висадка британського десанту проводилась на південно-східному краю острову Сицилія. Першими вночі парашутним способом висадились патфайндери 21-ї окремої парашутної роти, в обов'язки яких входило встановлення визначених позначок на майданчики приземлення головних сил повітряного десанту. Основне угруповання десанту висаджувалось за планом операції «Ледброук», головною метою якої було опанування стратегічно важливого мосту Понте-Гранде через річку Анапо, південніше Сиракузи. Британський десант мав з ходу опанувати міст та передмостові споруди та підступи до них і стійко утримувати їх до прориву з морського узбережжя підрозділів 5-ї піхотної дивізії, яка висаджувалась на плацдарм біля селища Кассіблі на відстані 11 км південніше. Захоплене місто в подальшому повинно було стати плацдармом для повномасштабного вторгнення на Сицилію.

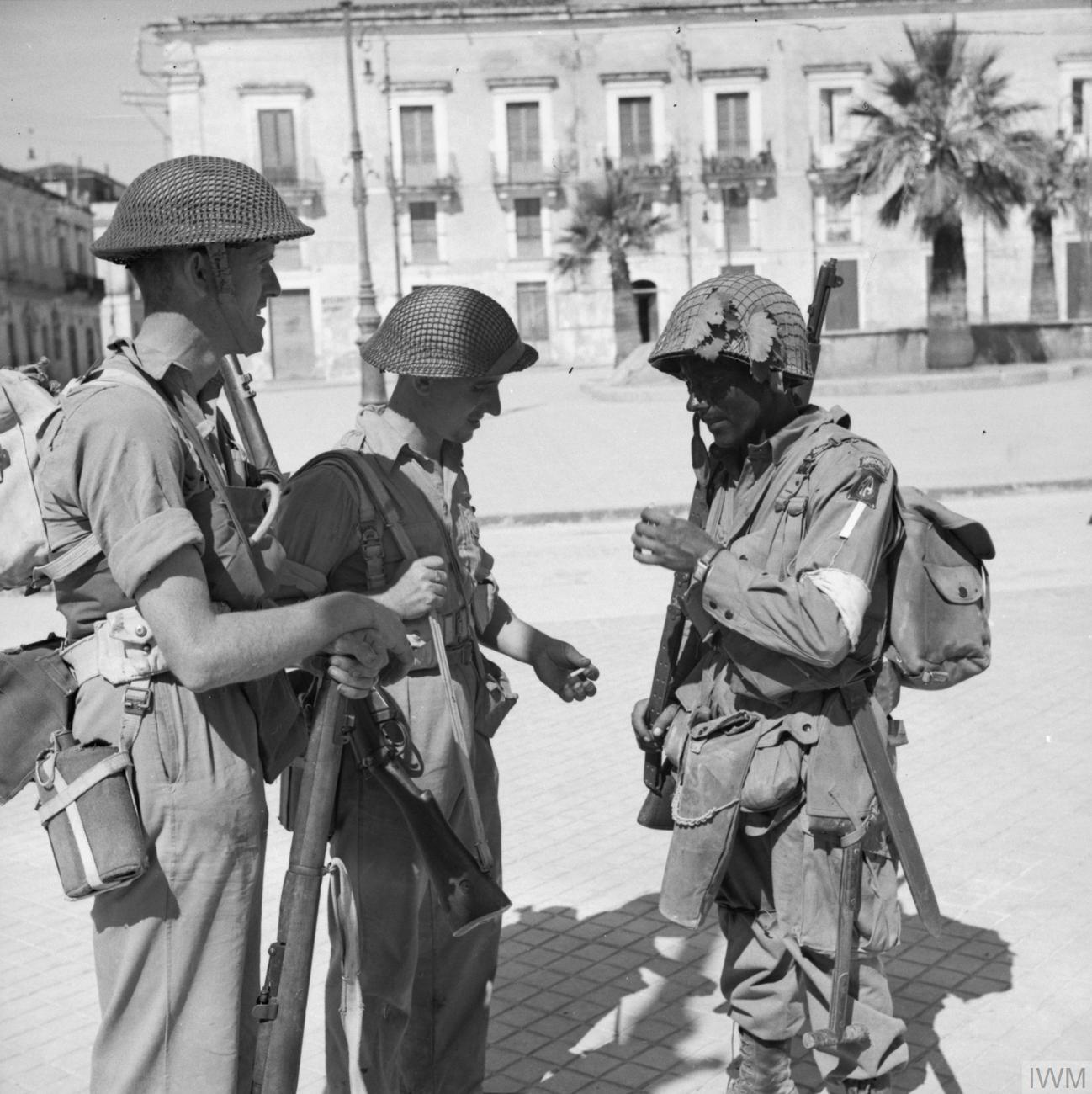
Британські солдати піхотного підрозділу з американським десантником 505-ї полкової бойової групи. 11 липня 1943

1-ша британська планерно-десантна бригада під командуванням бригадира Філіпа Гікса здійснювала зліт з аеродромів у Тунісі. Для перекидання 2 075 десантників залучалось 136 десантних Waco CG-4 і 8 транспортних планерів «Хорса».
Літаки з планерами злетіли в ніч на 10 липня. 69 планерів відчепили від літаків занадто рано і вони затонули на шляху до острова, загинуло 252 британських парашутисти. Серед тих, що впали в море, був командир 1-ї повітрянодесантної дивізії генерал-майор Дж. Гопкінсон, який декілька годин тримався на воді на уламках планера, доки не був підібраний у чистому морі великим десантним судном «Керен»
З решти тільки 12 планерів рано чи пізно змогли дотягнути до визначеної цілі, й лише невелика група солдатів на чолі з лейтенантом Л.Вітерсом змогла на одному «Хорса» сісти поблизу Понте-Гранде та з ходу його захопити й утримувати міст. За ніч до мосту прорвались 89 вояків, які прийняли бій проти італійців. Об 11:30 батальйон 75-го італійського піхотного полку 54-ї піхотної дивізії «Наполі» за підтримки артилерійських підрозділів підійшов до місця бою. Британські воїни вели бій, однак, у підсумку, в ході бою в них закінчилися боєприпаси. До цього часу тільки 15 солдатів не мали будь-яких поранень. Британські парашутисти змушені були здатися італійським військам.
Італійці, встановивши контроль над мостом, хотіли зруйнувати його за допомогою заздалегідь встановленої вибухівки, але виявилося, що солдати 1-ї планерно-десантної бригади встигли за час бою його розмінувати. Протягом години сили 5-ї британської піхотної дивізії зуміли повторно провести захоплення моста. Решта групи десантників, що висадилися в інших точках острова, продовжували дії зі знищення комунікацій та захоплення вогневих позицій противника.

#### Операція «Фастіан»
О 19:30 12 липня 1943 року 105 перших транспортних літаків С-47 «Скайтрейн» з причепленими планерами з 1 856 десантниками 1-ї британської парашутної бригади під проводом її командира Дж. Латбері злетіли з аеродромів у Північній Африці. Для доставляння вантажів, боєприпасів та майна на поле бою використовувались 11 транспортних літаків «Альбермарлів». Другою хвилею злетіли 12 «Альбермарлів» та 7 «Галіфакс», що тягнули 11 планерів «Горса» й 8 «Вако». На борту цих літальних апаратів було 77 осіб, переважно особовий склад протитанкової батареї з 10 57-мм протитанковими гарматами QF 6-pounder 7 cwt й 18 джипів «Вілліс».
Головною метою висадки планерами десанту було захоплення мосту Примосоле через річку Сімето, що на півдні Сицилії, який з'єднував Катанію та Сиракузи. За задумом командування британські парашутисти мали висадитись по обидві сторони мосту, з ходу захопити його й утримувати до підходу головних сил британського XIII корпусу генерала М.Демпсі. Цей корпус висадився трьома днями раніше на південному узбережжі італійського острову й стрімко долаючи спротив італійських військ просувався на Катанію. Прорив британських військ на оперативний простір значно сприяв замислу англо-американського керівництва щодо розгрому противника на Сицилії.

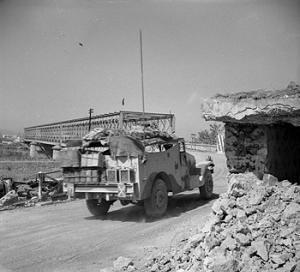
Міст Примосоле після захоплення. Липень 1943

Багато транспортних літаків з десантом було збито в небі, або пошкоджено, в тому числі через «дружній вогонь», тому повернули назад. При посадці планерів підрозділи були розсіяні на великій площі, лише приблизно дві роти висадились у визначеному районі. Попри організованій німецько-італійськими військами обороні мосту, той був хутко захоплений британцями, які негайно влаштували кругову оборону навколо споруди, відбиваючи спроби ворога знову захопити міст Примосоле.
Тим часом піхотні підрозділи 50-ї Нортумбрійської дивізії генерал-майора С.Кіркмана зупинились ближче до ночі на відстані лише 1,5 км від мосту. Позбавлені можливості поповнювати боєприпаси, зазнавши значних втрат у живій силі, десантні підрозділи бригадира Дж. Латбері вимушено відступили від мосту, поступившись німецьким десантникам 1-ї парашутної дивізії генерал-лейтенанта Р.Гайдріха.
Зранку 15 липня 1943 року британці об'єднавши зусилля зведеного десантного підрозділу та 9-го піхотного батальйону за підтримки танків, що підійшли до району бою, вжили спробу контратакувати та відбити міст у німецько-італійської групи. Англійські війська декілька разів спробували захопити важливий міст Примосоле, одного разу декілька танків M4 «Шерман» навіть прорвалися на північний берег річки Сімето, але були підбиті німецькими 88-мм зенітними гарматами.
Тільки після трьох днів боїв, отримавши артилерійську підтримку та посилення, британці змогли захопити міст і зачепитись за протилежний берег річки, утворивши міцний плацдарм. Однак, захоплення важливого транспортного об'єкту значною мірою не сприяло подальшому успіху британських військ, до того часу німці провели низку маневрів і встигли організувати добру лінію оборони на підступах до Катанії. Тільки на початку серпня 8-ма армія генерала Б.Монтгомері увійшла до Катанії. Але до того часу, 1-ша бригада британських десантників була вже виведена з бою та передислокована на Мальту.